# Vlkov (Děkov)
Vlkov je malá vesnice, část obce Děkov v okrese Rakovník ve Středočeském kraji. Nachází se dva kilometry severovýchodně od Děkova. V roce 2011 zde trvale žilo šedesát obyvatel. Jihovýchodně od vesnice pramení Vlkovský potok.

## Historie
První písemná zmínka o vesnici pochází z roku 1542.

## Obyvatelstvo
Při sčítání lidu v roce 1921 zde žilo 313 obyvatel (z toho 148 mužů), z nichž bylo třináct Čechoslováků, 299 Němců a jeden člověk jiné nezjišťované národnosti. Kromě čtyř židů se hlásili k římskokatolické církvi. Podle sčítání lidu z roku 1930 měla vesnice 322 obyvatel: 29 Čechoslováků, 290 Němců, dva příslušníky nezjišťované národnosti a jednoho cizince. Kromě římskokatolické většiny zde žil jeden evangelík, jeden žid, dva členové jiných nezjišťovaných církví a jeden člověk bez vyznání.
| Rok            | 1869 | 1880 | 1890 | 1900 | 1910 | 1921 | 1930 | 1950 | 1961 | 1970 | 1980 | 1991 | 2001 | 2011 | 2021 |
| -------------- | ---- | ---- | ---- | ---- | ---- | ---- | ---- | ---- | ---- | ---- | ---- | ---- | ---- | ---- | ---- |
| Počet obyvatel | 224  | 258  | 293  | 345  | 335  | 313  | 322  | 111  | 127  | 105  | 51   | 56   | 59   | 60   | 77   |
| Počet domů     | 37   | 39   | 46   | 51   | 57   | 59   | 63   | 59   | 59   | 27   | 14   | 24   | 26   | 29   | 33   |

## Obecní správa
Při sčítání lidu v letech 1850–1960 Vlkov byl samostatnou obcí, se kterým patřil nejprve do okresu Podbořany, ale od roku 1960 v okrese Rakovník. Od 12. června 1960 do 31. prosince 1979 byl částí obce Děkov v okrese Rakovník. Od 1. ledna 1980 do 23. listopadu 1990 byl částí obce Hořovičky v okrese Rakovník. Od 24. listopadu 1990 je opět částí obce Děkov v okrese Rakovník.

## Pamětihodnosti
- Kaplička pod lipami

## Další fotografie

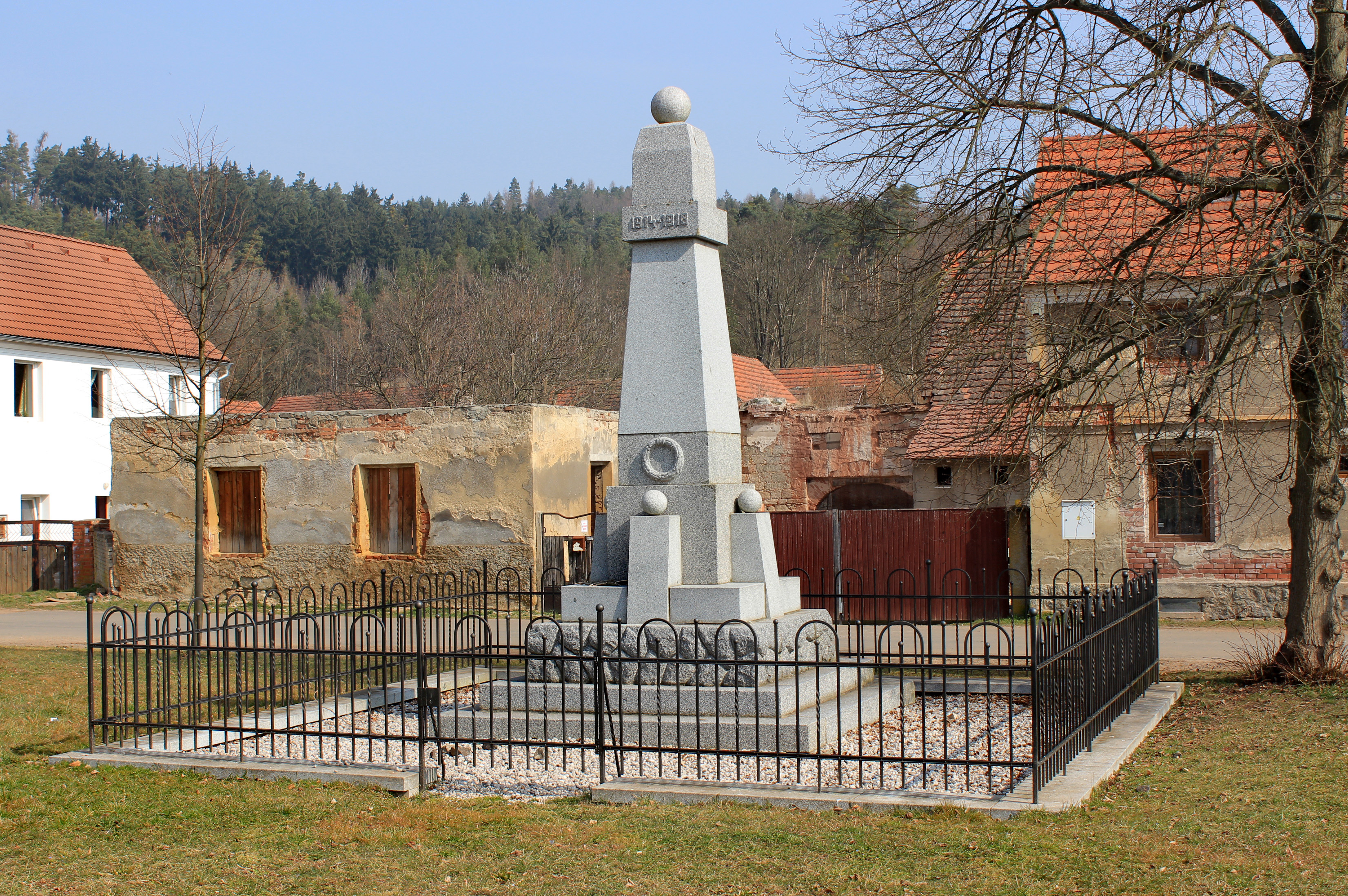
Památník padlým
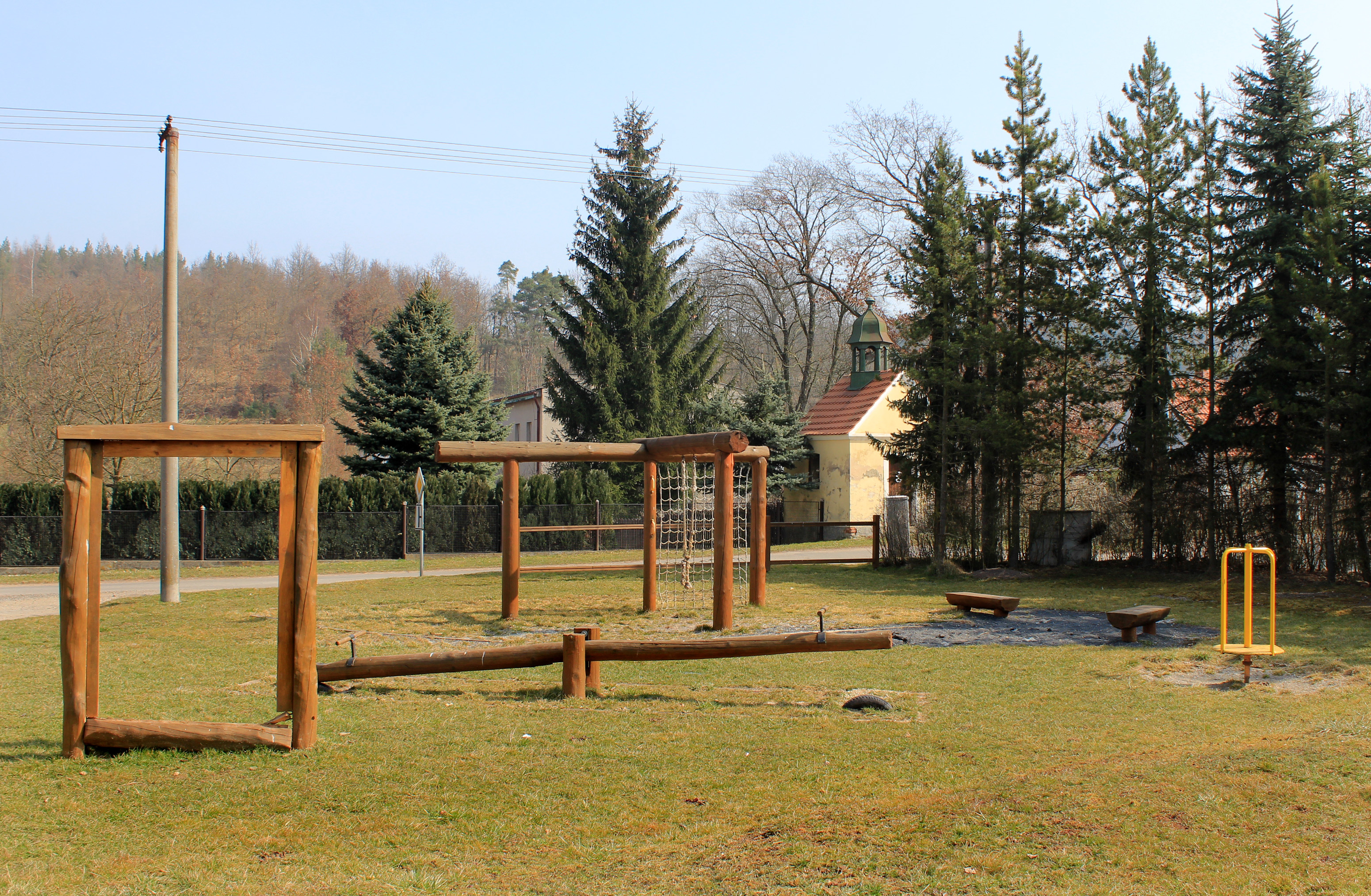
Hřiště na návsi
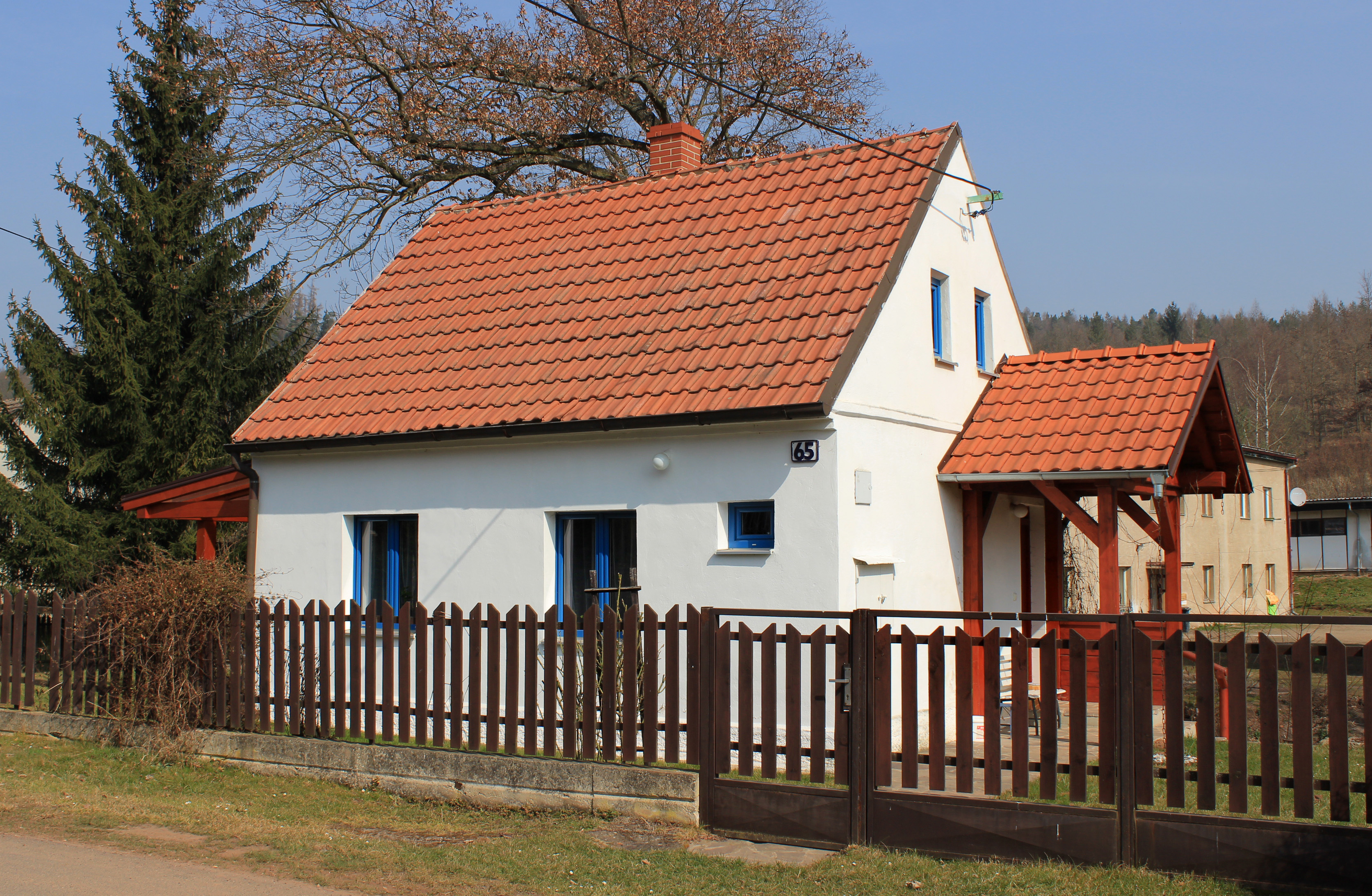
Domek u hlavní silnice